# ECAM LaSalle
Ne doit pas être confondu avec École nationale supérieure d'arts et métiers ou Institut catholique d'arts et métiers.
Pour les articles homonymes, voir ECAM et Arts et métiers.
ECAM LaSalle est l'une des écoles d'ingénieurs françaises accréditées au 1er septembre 2020 à délivrer un diplôme d'ingénieur.
Elle est gérée par une fondation reconnue d’utilité publique.

## Historique
Fondée à Reims en 1900, l'école d'ingénieurs est installée à Lyon depuis 1946 sur les pentes de la colline de Fourvière.

### Reims (1900-1914)
C'est à Reims en 1900 que les Frères des écoles chrétiennes ont réalisé leur projet d'école catholique d'arts et métiers. Ils l'ont réalisé à leur manière et selon leurs principes, en fondant l'école sur la large participation de leurs anciens élèves, avec l'appui de quelques notables comme le comte Alfred Werlé, directeur de la maison de Champagne Veuve Clicquot Ponsardin et quelques autres industriels, intéressés par cette formation.
Au 1er août 1914, commence la Première Guerre mondiale, dès septembre, la bataille de la Marne, l'incendie de la cathédrale de Reims, le bombardement de la ville feront qu'il ne restera rien de l'école en 1918.

### Erquelinnes (depuis 1911)
Les élèves de l'école de Reims sont transférés à Erquelinnes, en Wallonie (Belgique), à proximité de la frontière franco-belge. L'école est rebaptisée Arts et métiers d'Erquelinnes et de Reims (AMER). Le gouvernement belge reconnait l'école, qui touche des subventions, un comité d'industriels belges la soutient, mais la majorité de ses élèves sont toujours des français, qui viennent des écoles professionnelles que les Frères ont pu maintenir malgré la législation française. Les effectifs augmentent jusqu'au début des années 1930 et cette période est une sorte d'apogée de l'école, malgré son isolement relatif en Belgique.
L'histoire des Arts et métiers d'Erquelinnes est marquée par l'invasion de la Belgique le 10 mai 1940 par l'armée allemande qui occupe l’école, ce qui entraîne l'évacuation de l'école et la dispersion des élèves. Son site fut utilisé par les Allemands comme tribunal et comme théâtre d’exécutions.
Les bâtiments furent libérés à la fin de la guerre, et elle fut rouverte comme école.
L’école accueille encore de nombreux élèves français mais aussi de nombreux élèves belges, il eut des prêtres jusqu'en 2008. Le centenaire fut fêté en 2011. L'école s’appelle maintenant l'École des arts et métiers d'Erquelinnes (EAME).

### Lyon (depuis 1940)
Après la dispersion des étudiants et professeurs en 1940, c'est un peu par hasard que l'école s'installe à Lyon. L'équipe des professeurs d'Erquelinnes comptait à l'époque des frères originaires de l'Est de la France et souhaitaient s'y installer. À la fin du mois d'août, le frère Joseph, mandaté par ses supérieurs obtient l'accord du pensionnat Aux Lazaristes à Lyon pour accueillir l'école. Pendant la guerre l'école vit tant bien que mal, et en 1943 le frère Arthème-Léonce obtient la reconnaissance du diplôme par la Commission des titres d'ingénieur (CTI). Ainsi naît l'École catholique d'arts et métiers de Lyon.
Après bien des hésitations au sortir de la Seconde Guerre mondiale, il est décidé en septembre 1946 que l'ECAM restera à Lyon sur la colline de Fourvière, dans la montée Saint-Barthélemy.

## Présentation
Membre de la CGE, habilitée en 1943 par la CTI à décerner le diplôme d'ingénieur, reconnue par l'État en 1962, ECAM LaSalle a obtenu le label EESPIG (établissement d'enseignement supérieur privé d'intérêt général). L'école a toujours élargi son offre de formations pour répondre aux exigences des industriels, et aux attentes des jeunes[réf. souhaitée].
Depuis 1971, ECAM LaSalle développe également la formation continue, et un partenariat avec l’ITII de Lyon pour la formation d'ingénieurs en alternance par l'apprentissage.

## Formations
Sur son campus de Lyon, l’école propose des formations d'ingénieurs généralistes ou spécialistes, sous statut étudiant ou alternant, en 5 ans ou 3 ans, en français ou en anglais. Chaque étudiant bénéficie d’un accompagnement personnalisé pour se préparer à des métiers passionnants dans des secteurs d’avenir.[réf. souhaitée]
Les formations d'ingénieurs de l'école sont les suivantes :
| Spécialité                                                                                                 | Statut des élèves                              |
| --- | ---------------------------------------------- |
| Ingénieur généraliste ECAM arts et métiers (plusieurs parcours proposés pour le cycle prépa intégré)       | étudiant                                       |
| Ingénieur ECAM engineering (1re formation d'ingénieur de France en 5 ans entièrement dispensée en anglais) | étudiant                                       |
| Ingénieur spécialité génie industriel et Mécanique (en partenariat avec l'ITII Lyon)                       | apprenti (en alternance) ou formation continue |
| Ingénieur spécialité énergie (en partenariat avec l'ITII Lyon)                                             | apprenti (en alternance) ou formation continue |
| Ingénieur spécialité Systèmes Numériques Industriels                                                       | apprenti (en alternance) ou formation continue |

Un bachelor : 
- Bachelor cybersécurité des systèmes industriels et urbains (Lyon)

Les mastères spécialisés par ECAM LaSalle : 
- Mastère spécialisé manager de l'amélioration continue (Lyon)
- Mastère spécialisé management de la transition énergétique (Lyon)

En 2021, ECAM LaSalle ouvre son premier campus à l'international à Phnom Penh (Cambodge).

## Diplômé célèbre
- Pierre Dupasquier, ingénieur français
- René Lenoir, ingénieur français, Compagnon de la Libération.
- Thierry Salomon, ingénieur français
- Thierry Magnin, prêtre catholique et universitaire français
- Marc Censi, homme politique français
- Gabriel Piroird, évêque

## Classements
En 2024, l'école est classée 30e sur 128 par l'Usine Nouvelle (19e à l'international et 15e en insertion professionnelle); 75e sur 170 par l'Etudiant.